# Русанова, Ирина Петровна
Ири́на Петро́вна Руса́нова (22 апреля 1929, Москва — 22 октября 1998, Москва) — советский и российский археолог-славист, сотрудник отдела славяно-русской археологии Института археологии РАН. Жена украинского археолога Б. А. Тимощука (с 1970-х годов).

## Биография
Родилась в семье священника дворянского происхождения. В 1947 году завершила обучение в московской школе, затем поступила на механико-математический факультет МГУ, а через год перевелась на исторический факультет (кафедра археологии), который окончила в 1953 году; дипломную работу писала у Д. А. Авдусина. Сразу тогда же поступила в аспирантуру и стала ученицей П. Н. Третьякова. Тема её кандидатской диссертации — «Археологические памятники древлян» (1960). По завершении аспирантуры работала в Институте археологии младшим научным сотрудником.
С 1959 года Русанова вела самостоятельные исследования в Полесье. Большинство раскопок провела на территории Западной Украины и Житомирщины.
В 1974 году после знакомства с Борисом Тимощуком они провели совместную экспедицию по исследованию двух славянских поселений V века в Кодине (на реке Прут).
Монография Русановой «Славянские древности VI—VII вв» 1976 года стала основой докторской диссертации («Славянские древности VI—VII вв.: культура пражского типа», 1977).
В 1984 году Русанова и Тимощук провели археологическую экспедицию в бассейне реки Збруч, после чего сообщили об открытии языческого Збручанского культового центра XII—XIII веков. Такие выводы вызвали неприятие и критику со стороны некоторых российских археологов, в частности, Владислава Даркевича. Раскопки Русановой доказали, что древние славяне густо заселяли берега реки Тетерев. Совместно с Э. А. Сымоновичем Русанова была ответственным редактором и автором ряда разделов в фундаментальной коллективной работе «Славяне и их соседи в конце I тыс. до н. э. — первой половине I тыс. н. э.» (М., 1993), обобщившей накопившиеся к началу 1990-х годов данные по происхождению и ранней истории славян.

## Основные работы
Книги
- Курганы полян X—XII вв. М., 1966;
- Славянские древности VI—IX вв. между Днепром и Западным Бугом. М., 1973;
- Славянские древности VI—VII вв. (культура пражского типа). М.: Наука, 1976. 216 с.
- Кодын — славянские поселения V—VIII вв. на реке Прут. М., 1984 (совм. с Б. А. Тимощуком);
- Истоки славянского язычества. Культовые сооружения Центральной и Восточной Европы в I тыс. до н. э. — I тыс. н. э. Черновцы, 2002.

Статьи
- Языческое святилище на р. Гнилопять под Житомиром // Культура древней Руси. М., 1966;
- Этнический состав носителей пшеворской культуры // Раннеславянский мир. М., 1990;
- Культовые сооружения славян-язычников // Истоки русской культуры (археология и лингвистика). М., 1993.